# Johann Ludwig von Grünberg
Johann Ludwig von Grünberg (* September 1726 in Gansenstein (Kr. Angerburg); † 31. Januar 1799 in Frankfurt an der Oder) war ein preußischer Generalmajor und Chef des Infanterie-Regiments Nr. 24.

## Leben

### Herkunft
Seine Eltern waren der preußische Hauptmann im Infanterie-Regiment Nr. 25 Balzer Adam von Grünberg und dessen Ehefrau Maria von der Mülbe.

### Militärkarriere
Er kam am 26. Januar 1742 als Kadett nach Berlin. Nach seiner Ausbildung wurde er am 30. März 1745 als Unteroffizier in das Infanterie-Regiment Nr. 20. Im zweiten Schlesischen Krieg kämpfte er in den Schlachten bei Hohenfriedberg und Kesselsdorf, wo er verwundet wurde, ferner in dem Gefecht bei Meißen (erneut verwundet). Am 29. Juni 1747 wurde er Fähnrich und am 11. März 1755 Seconde-Lieutenant. Während des Siebenjährigen Krieges kämpfte er in den Schlachten von Lobositz, Prag, Roßbach (verwundet), Kunersdorf (verwundet), Liegnitz, Torgau, Freiberg sowie bei den Belagerungen von Prag und Dresden. In der Zeit wurde er am 28. Oktober 1758 Premier-Lieutenant und am 21. Juni 1763 Stabshauptmann. Nach dem Krieg am 1. Mai 1766 wurde er wirklicher Hauptmann und Kompaniechef und  nahm als solcher am Bayerischen Erbfolgekrieg teil. Am 2. August 1781 wurde er aber Major und am 28. April 1784 Kommandeur des Grenadier-Bataillons 5/20. Am 31. Oktober 1788 stieg er zum Kommandeur des Regiments Nr. 20 auf. Bei der Revue von Körbelitz (bei Magdeburg) am 27. Mai 1789 erhielt er den Orden Pour le Mérite. Am 20. August 1790 wurde er zum Oberstleutnant befördert und schon am 17. Juni 1791 Oberst. Aber er fing an einem Gallenleiden zu kränkeln. So wurde er am 25. Juni 1792 für zwei Monate nach Bad Lauchstädt zur Kur geschickt. Mit dem Beginn des Ersten Koalitionskrieges zog sein Regimentschef Ludwig von Baden ab dem 29. Juli 1793 ins Feld, solange musste er das Regiment alleine führen. Am 29. Juli 1795 wurde er vom König zum Chef des Infanterie-Regiments Nr. 24 ernannt. Dazu wurde er am 1. Januar 1796 auch zum Generalmajor befördert (Patent vom 7. Januar 1796). Er starb am 31. Januar 1799 in Frankfurt an der Oder.

### Familie
Er war mit Karoline Katharina Sophie von Weitzenbach (* 1729) verheiratet.